# Vincent Houdry
Vincent Houdry né le 23 janvier 1631 à Tours et décédé le 21 mars 1729 à Paris, est un jésuite français, connu comme prédicateur et écrivain ascétique.

## Sa vie
Il est de la famille du maire de Tours Jacques Houdry.
Entré le 10 octobre 1647 au sein de la Compagnie de Jésus à Paris, après avoir accompli son noviciat, il y suivi ses études règlementaires de philosophie et de théologie.
Il fit une carrière d'enseignant dans le collège des Jésuites, mais remarqué pour son talent oratoire il fut chargé de prêcher dans les plus importantes églises de France.

## Publications
- Sermons sour tous les sujets de la morale chrétienne, Paris, 1696-1702.
- La bibliothèque des predicateurs Lyon, 1712-1725, 23 volumes
- Exercices de Saint-Ignace, 1702 (en français et en latin)
- Traite de la maniere d'imiter les bons predicateurs: avec les tables pour les differens usages qu'on peut faire des sermons sur tous les sujets de la morale chretienne, publié chez Jean Boudot, Louis Coignard et Guillaume Vandive, Paris, 1702
- Sermons sur tous les sujets de la morale chrétienne. Quatrième partie contenant Les sermons sur tous les dimanches de l'année. Tome quatrième (en collaboration avec Jacques Giroust), publié chez Jean Boudot, Louis Coignard et Guillaume Vandive, Paris, 1702.

## Source
- http://www.newadvent.org/cathen/07499b.htm Vincent Houdry, Encyclopédie catholique.